# Попова Лариса Михайлівна
Лариса Михайлівна Попова (Александрова) (нар. 9 квітня 1957, Тирасполь Молдавська РСР, СРСР) — радянська молдавська спортсменка (академічне веслування), олімпійська чемпіонка (1980), триразова чемпіонка світу, заслужений майстер спорту СРСР (1980).

## Спортивна кар'єра
- Олімпійська чемпіонка 1980 у веслуванні на двійці парній (з Оленою Хлопцевою);
- Срібна призерка олімпійських ігор 1976 року у веслуванні на четвірці парній;
- 3-разова чемпіонка світу: 1981—1983 на четвірці парній[4];
- 8-кратна чемпіонка СРСР: 1976 на одинці, 1980 на одинці і двійці парній, 1981 у четвірці парній, 1982 у четвірці парній двійці, 1983, 1984 у четвірці парній.

## Нагороди
- Орден Республіки (4 березня 2020, Молдова) — за багаторічну плідну працю, високу громадянську активність і внесок у просування загальнолюдських цінностей[5]
- Орден Пошани (16 грудня 2011, Молдова) — за заслуги в розвитку олімпійського руху, внесок у підготовку спортсменів високого класу та особливі досягнення на міжнародних змаганнях[6]
- Почесна грамота Президента Російської Федерації (30 липня 2010) — за великий внесок у розвиток співробітництва з Російською Федерацією у галузі спорту[7]
- Національна премія Республіки Молдова в галузі спорту за 2017 рік (23 серпня 2017) — за спортивну діяльність та внесок в розвиток олімпійського руху[8]